# 400 Poydras Tower
400 Poydras Tower, anteriormente conocida como Texaco Center, es una torre de oficinas de Nueva Orleans, en el estado de Luisiana (Estados Unidos). Está ubicada en 400 Poydras Street en el distrito comercial central. Con 32 pisos y 135 m de altura, es el octavo edificio más alto de Nueva Orleans.

## Historia
Construida en 1983, tiene 57 600 m² de oficinas con un promedio de 2043 m² rentables por piso.
Los vientos del huracán Katrina el 29 de agosto de 2005 destruyeron todas las ventanas de su techo inclinado.

## Arquitectura
El edificio fue diseñado por el estudio de arquitectura Skidmore, Owings and Merril. Tiene una forma básica de caja negra de estilo internacional, con la adición del techo inclinado hacia abajo en el lado este.